# Sechellophryne
Genre
Synonymes
- Leptosooglossus Meijden, Boistel, Gerlach, Ohler, Vences & Meyer, 2007

Sechellophryne est un genre d'amphibiens de la famille des Sooglossidae.

## Répartition et habitat
Ce genre regroupe deux espèces endémiques des îles de Mahé et de Silhouette, appartenant à l'archipel des Seychelles dans l'océan Indien.
Les deux espèces vivent dans la forêt tropicale humide.

## Description
L'espèce type de ce genre est Sechellophryne gardineri, précédemment enregistrée sous Nectophryne gardineri. Ce sont des anoures de la famille des Sooglossidae avec, entre autres, des orteils légèrement palmés et une bande latérale noire s'étendant de l'œil jusqu'aux membres antérieurs. Leur taille maximale ne dépasse pas 16 mm.

## Liste des espèces
Selon Amphibian Species of the World (18 novembre 2016) :
- Sechellophryne gardineri (Boulenger, 1911)
- Sechellophryne pipilodryas (Gerlach & Willi, 2003)

## Étymologie
Le nom de ce genre, composé du français Seychelles et du grec phrynos, « crapaud », fait référence à son aire de répartition.

## Publications originales
- Meijden, Boistel, Gerlach, Ohler, Vences & Meyer, 2007 : Molecular phylogenetic evidence for paraphyly of the genus Sooglossus, with the description of a new genus of Seychellean frogs. Biological Journal of the Linnean Society, vol. 91, p. 347-359.
- Nussbaum & Wu, 2007 : Morphological assessments and phylogenetic relationships of the seychellean frogs of the family sooglossidae (Amphibia: Anura). Zoological studies Taipei, vol. 46, no 3, p. 322-335 (texte intégral).